# 39. Tony-gála
A 39. Tony-gála az 1984/1985-ös szezon legjobb Broadway színházi alakításait értékelte. A díjátadót 1985. június 2-án tartották a New York-i Shubert Theatreben, a műsor ezuttal házigazda nélkül került megrendezésre. A gálát az CBS televízióadó közvetítette élőben.

## Győztesek és jelöltek
A nyertesek félkövérrel jelölve.
| Legjobb színdarab | Legjobb musical |
| --- | --- |
| - Biloxi blues – Neil Simon - As Is – William M. Hoffman - Hurlyburly – David Rabe - Ma Rainey's Black Bottom – August Wilson                                                                            | - Big River - Grind - Leader of the Pack - Quilters |
| Legjobb színdarab újra a színpadon | Legjobb szövegkönyv musicalben |
| - Tojás Joe halálának egy napja - Cyrano de Bergerac - Sok hűhó semmiért - Különös közjáték | - William Hauptman – Big River - Fay Kanin – Grind - Michael Stewart – Harrigan 'N Hart - Molly Newman, Barbara Damashek – Quilters                                                                             |
| Legjobb férfi főszereplő színdarabban | Legjobb női főszereplő színdarabban |
| - Derek Jacobi – Sok hűhó semmiért (Benedick) - Jim Dale – Tojás Joe halálának egy napja (Bri) - Jonathan Hogan – As Is (Rich) - John Lithgow – Requiem for a Heavyweight (Harlan "Mountain" McClintock) | - Stockard Channing – Tojás Joe halálának egy napja (Sheila) - Sinéad Cusack – Sok hűhó semmiért (Beatrice) - Rosemary Harris – Pack of Lies (Barbara Jackson) - Glenda Jackson – Különös közjáték (Nina Leeds) |
| Legjobb férfi mellékszereplő színdarabban | Legjobb női mellékszereplő színdarabban |
| - Barry Miller – Biloxi blues (Arnold Epstein) - Charles S. Dutton – Ma Rainey's Black Bottom (Levee) - William Hurt – Hurlyburly (Eddie) - Edward Petherbridge – Különös közjáték (Charles Marsden)     | - Judith Ivey – Hurlyburly (Bonnie) - Joanna Gleason – Tojás Joe halálának egy napja (Pam) - Theresa Merritt – Ma Rainey's Black Bottom (Ma Rainey) - Sigourney Weaver – Hurlyburly (Darlene)                   |
| Legjobb férfi mellékszereplő musicalben | Legjobb női mellékszereplő musicalben |
| - Ron Richardson – Big River (Jim) - René Auberjonois – Big River (A herceg) - Daniel H. Jenkins – Big River (Huckleberry Finn) - Kurt Knudson – Take Me Along (Sid Davis(                               | - Leilani Jones – Grind (Satin) - Evalyn Baron – Quilters (Határmenti lány) - Mary Beth Peil – The King and I (Anna Leonowens) - Lenka Peterson – Quilters (Sarah)                                              |
| Legjobb színdarabrendező | Legjobb musicalrendező |
| - Gene Saks – Biloxi blues - Keith Hack – Különös közjáték - Terry Hands – Sok hűhó semmiért - Marshall W. Mason – As Is                                                                                 | - Des McAnuff – Big River - Barbara Damashek – Quilters - Mitch Leigh – The King and I - Harold Prince – Grind                                                                                                  |
| Legjobb eredeti zene | Legjobb díszlettervezés |
| - Big River – Roger Miller (zene és dalszöveg) - Grind – Larry Grossman (zene), Ellen Fitzhugh (dalszöveg) - Quilters – Barbara Damashek (zene és dalszöveg)                                             | - Heidi Landesman – Big River - Clarke Dunham – Grind - Ralph Koltai – Sok hűhó semmiért - Voytek, Michael Levine – Különös közjáték                                                                            |
| Legjobb jelmeztervezés | Legjobb látványtervezés |
| - Florence Klotz – Grind - Patricia McGourty – Big River - Alexander Reid – Cyrano de Bergerac - Alexander Reid – Sok hűhó semmiért                                                                      | - Richard Riddell – Big River - Terry Hands – Cyrano de Bergerac - Terry Hands – Sok hűhó semmiért - Allen Lee Hughes – Különös közjáték                                                                        |

### Különdíjak
- A legjobb körzeti színház: Steppenwolf Theatre Company, Chicago, Illinois[2]
- Yul Brynner
- New York State Council on the Arts

## Előadott számok
- Big River ("Muddy Water"/" River in the Rain"- Daniel Jenkins, Ron Richardson)
- Grind ("This Must Be the Place" - Ben Vereen)
- Leader of the Pack ("I Wanna Love Him So Bad/Do Wah Diddy")[3]

## Műsorvezetők
A gálán az alábbi műsorvezetők működtek közre:
- Danny Aiello
- Susan Anton
- Hinton Battle
- Deborah Bauers
- Deborah Burrell
- Terry Burrell
- Jim Dale
- Loretta Devine
- Jackie Gleason
- Julie Harris
- Rex Harrison
- George Hearn
- Van Johnson
- Raúl Juliá
- Rosetta LeNoire
- Mary Martin
- Millicent Martin
- Maureen McGovern
- Rita Moreno
- Mike Nichols
- Stefanie Powers
- Juliet Prowse
- Tony Randall
- Lee Roy Reams
- Lynn Redgrave
- Chita Rivera
- Wanda Richert
- Tony Roberts
- Rex Smith
- Leslie Uggams
- Dick Van Dyke
- Ben Vereen
- Tom Wopat

## Fordítás
- Ez a szócikk részben vagy egészben  a(z)   39th Tony Awards című angol Wikipédia-szócikk fordításán alapul.  Az eredeti cikk szerkesztőit annak laptörténete sorolja fel. Ez a jelzés csupán a megfogalmazás eredetét és a szerzői jogokat jelzi, nem szolgál a cikkben szereplő információk forrásmegjelöléseként.